# Bernd Kummer
Bernd Kummer (* 29. Januar 1947 in Leipzig; † 15. Dezember 2022) war ein deutscher Mathematiker und Hochschullehrer.

## Leben

### Studium und Promotion
Von 1965 bis 1970 studierte Kummer Mathematik an der Humboldt-Universität zu Berlin.
In den Jahren von 1970 bis 1972 absolvierte er ein Forschungsstudium und arbeitete anschließend von 1972 bis 1977 als wissenschaftlicher Assistent. 1975 promovierte er zum Dr. rer. nat. an der Humboldt-Universität zu Berlin bei N. N. Worobjoff und Klaus Lommatzsch. Seine Dissertation hatte das Thema Diskrete Positionsspiele und eine Verallgemeinerung des von Neumann-Morgensternschen Lösungsbegriffes für klassische Kooperativspiele.

### Berufstätigkeit
Kummer habilitierte sich 1977 mit einer Arbeit zum Thema Globale Stabilitätsuntersuchungen für parametrische Optimierungsaufgaben bei František Nožička. Ab 1977 war er Dozent und ab 1993 Professor an der Humboldt-Universität, Mathematisch-Naturwissenschaftliche Fakultät, Bereich Optimierung.

### Forschungsaufenthalte
- 1981 an der Universität Pisa
- 1983 an der Universität von Havanna
- 1985 an der Universität Zürich
- 1992 an der Universität Pau in Frankreich
- 1993 an der Universität Bergen Norwegen
- 1994 am Institut national de recherche en informatique et en automatique (INRIA) in Paris[2]

## Forschungsschwerpunkte
Kummers Forschungsschwerpunkte waren die Nichtglatte Analysis und Optimierung, Stabilität und Lösungsverfahren für Optimierung und Spieltheorie, Fixpunkte mehrwertiger Abbildungen.
Von 2005 bis 2009 arbeitete er zusammen mit Eberhard Bänsch, Carsten Carstensen, Dietmar Hömberg, Barbara Niethammer, Lutz Recke, Werner Römisch, Jürgen Sprekels an dem Projekt Analysis, Numerik und Optimierung von Mehrphasenproblemen. Es wurde von der Deutschen Forschungsgemeinschaft gefördert und von der Humboldt-Universität, dem Weierstraß-Institut für Angewandte Analysis und Stochastik (ehemals Akademie der Wissenschaften der DDR) und der Yachay Tech University, Ecuador gemeinsam bearbeitet.

## Veröffentlichungen

### Als Autor (Auswahl)
- Diethard Klatte, Bernd Kummer: Approximations and generalized Newton methods, 2018, Math. Program. 168(1–2), S. 673–716
- Diethard Klatte, Bernd Kummer: On Calmness of the Argmin Mapping in Parametric Optimization Problems, 2015, J. Optimization Theory and Applications 165(3), S. 708–719
- Bernd Bank, Jürgen Guddat, Diethard Klatte, Bernd Kummer, and Klaus Tammer: Non-Linear Parametric Optimization, Mathematische Lehrbücher und Monographien, II. Abteilung: Mathematische Monographien, Band 58. Akademie-Verlag, Berlin, 1982. Auch erschienen bei Birkhäuser, Basel-Boston, 1983. Birkhäuser, Softcover reprint of the original 1st ed. 1983, 11. April 2014, ISBN 3-0348-6330-6, ISBN 978-3-0348-6330-8
- Diethard Klatte, Bernd Kummer: Aubin property and uniqueness of solutions in cone constrained optimization, 2013, Math. Meth. of OR 77(3), S. 291–304
- Stephan Bütikofer, Diethard Klatte, Bernd Kummer: On second-order Taylor expansion of critical values, 2010, Kybernetika 46(3), S. 472–487
- Diethard Klatte, Bernd Kummer: Optimization methods and stability of inclusions in Banach spaces, 2009, Math. Program. 117(1-2), S. 305–330
- Bernd Kummer: Crash Course Optimization: Basic statements on necessary optimality conditions and stability, 2005, online
- Christian Grossmann, Diethard Klatte, Bernd Kummer: Convergence of primal-dual solutions for the nonconvex log-barrier method without LICQ, 2004, Kybernetika 40(5), S. 571–584
- Diethard Klatte, Bernd Kummer: Nonsmooth Equations in Optimization: Regularity, Calculus, Methods and Applications (Nonconvex Optimization and Its Applications Book 60), Springer, 31. Mai 2002, ISBN 1-4020-0550-4.
- Diethard Klatte, Bernd Kummer: Strong stability in nonlinear programming revisited, 1999, J. Australian Mathem. Soc. Ser. B 40, S. 336–352.
- Bernd Kummer: Spiele auf Graphen (International Series of Numerical Mathematics) (German Edition), Birkhäuser, 1980, 2. August 2013, ISBN 3-0348-5482-X, ISBN 978-3-0348-5482-5
  - Dieses Buch wurde ins Russische übersetzt: Куммер Б. Игры на графах. (Spiele auf Graphen, 1979) [Djv- 1.4M] Перевод с немецкого С.Л. Печерского под редакцией Н.Н. Воробьева. Москва: Издательство «Мир». Редакция литературы по математическим наукам, 1982, online

### Als Herausgeber (Auswahl)
- Jürgen Guddat (Herausgeber), Hubertus-Theophilus Jongen (Herausgeber), Bernd Kummer (Hrsg.): Parametric Optimization and Related Topics III (Approximation and Optimization), Peter Lang GmbH, Internationaler Verlag der Wissenschaften, 1. August 1993, ISBN 978-3-631-45799-3.
- Jürgen Guddat (Herausgeber), Hubertus-Theophilus Jongen (Herausgeber), Bernd Kummer (Herausgeber), František Nožička (Hrsg.): Parametric Optimization and Related Topics: v. 2 (Mathematical Research S.), Wiley-VCH Verlag GmbH, 25. März 1991, ISBN 3-05-501290-9.